# Vogue
Vogue è un periodico mensile fondato nel 1892 a New York da Arthur Baldwin Turnure.
Ritenuta una delle più prestigiose e autorevoli riviste del mondo della moda, è edita dal 1909 da Condé Nast (oggi parte del gruppo editoriale Newhouse), che rilevò da Turnure la pubblicazione un anno prima della morte di quest'ultimo.
L'edizione statunitense della rivista, stampata in lingua inglese, è diretta dalla giornalista britannica Anna Wintour.
Vogue è pubblicato in altre 21 edizioni nazionali per complessive 16 lingue: oltre all'inglese (Australia, India e Regno Unito) figurano spagnolo (Messico e Spagna), portoghese (Brasile e Portogallo), arabo, cinese, tedesco, giapponese, coreano, francese, italiano, olandese, polacco, russo, taiwanese, thailandese, turco e ucraino.

## Struttura
La rivista dal punto di vista strutturale è divisa in tre sezioni principali:
1. "Fronte Del Libro" (FDL): contiene principalmente articoli e notizie di moda, oltre a una sezione dedicata alla cultura e a rubriche che si occupano di: cibo, salute, bellezza e fitness. In questa sezione si trovano anche due rubriche molto seguite: Vita con André scritta dall'esperto di moda André Leon Talley e Appunti di Norwich, scritto dal cronista mondano ed editor, William Norwich.
2. "Pozzo" o Centro Del Libro (CDL): alterna moda e interviste a stilisti, artisti e personaggi celebri. Il CDL contiene inoltre articoli sul mondo della cultura e storie accompagnate da fotografie su case e giardini. Nel numero di giugno di ogni anno, in questa sezione appare il tema Evasioni che si concentra sulle "vacanze visive", che mischiano il reportage di viaggio con servizi di moda ispirati a località esotiche.
3. "Retro Del Libro" (RDL): si apre con la rubrica Indirizzi, dedicata allo shopping, dove figurano oggetti e accessori selezionati dagli editor di Vogue.

La rivista solitamente si chiude con la pagina Ultimo Sguardo, che è in genere dedicata a un unico, lussuoso, accessorio di moda.
Le pagine pubblicitarie sono di solito disposte in modo prevalente nel FDL e nel RDL mentre il CDL non è interrotto da pagine pubblicitarie.

## Storia
Vogue nacque a New York il 17 dicembre 1892 da Arthur Baldwin Turnure come "gazzetta mondana" settimanale. La rivista fu dichiaratamente creata al fine di rappresentare l'alta società newyorkese, raccontando gli interessi e lo stile di vita di questa classe agiata. Vogue era destinata ad un pubblico sia femminile che maschile ed era suddivisa in rubriche tra cui: Uno sguardo alle vetrine, I modelli di Vogue per la sarta, La moda elegante a buon prezzo, Lettera da Parigi (o Londra), Uno sguardo sulla società, La toeletta della signora, L'uomo elegante, Pettegolezzi mondani, Per la padrona di casa e Come rispondere alla corrispondenza.
I lettori della rivista non erano solo gli appartenenti all'alta società newyorkese ma anche, e soprattutto chi aspirava ad appartenervi.
Il 24 giugno 1909 si ebbe la cosiddetta "seconda nascita" di Vogue, quando Condé Montrose Nast, dopo aver concluso le trattative d'acquisto della rivista (iniziate nel 1905), ne divenne il nuovo editore. Nei primi mesi del 1910 Condé Nast attuò una serie di importanti cambiamenti alla rivista: Vogue divenne bisettimanale e le sue pagine aumentarono da una media di 30 ad una di 100 a numero, così come aumentò il suo prezzo; le copertine divennero più colorate, gli spazi pubblicitari e gli articoli dedicati alla moda ed alla società aumentarono. Vogue divenne una vera e propria rivista femminile.
Nel 1910 Vogue con una tiratura di 30 000 copie, raggiungeva incassi di gran lunga superiori rispetto alle riviste concorrenti che avevano una tiratura di centinaia di migliaia di copie. Questo fenomeno era dovuto al fatto che Vogue possedeva un numero di pagine pubblicitarie che superava del 44% le riviste concorrenti, nonostante le sue tariffe fossero le più alte sul mercato.
Nel 1912 Condé Nast decise di rendere Vogue internazionale, vendendo la rivista anche a Londra. Lo scoppio della prima guerra mondiale rese l'esportazione più rischiosa così che l'editore decise di creare un'edizione locale autonoma. Il 15 settembre 1916 nacque Vogue UK. Condé Nast tentò in seguito una versione in lingua spagnola di Vogue, pubblicata tra il 1918 e il 1923, che non ebbe successo. La versione francese di Vogue uscì nelle edicole il 15 giugno 1920. Fu tentata anche una versione tedesca tra il 1928 e il 1929 senza però ottenere successo.
Nel 1927 Condé Nast, all'apice del successo, decide di quotare in Borsa il proprio impero editoriale.
La crisi del 1929 gli fece perdere la proprietà di Vogue. L'editore riuscì comunque a rimanere un membro attivo della Condé Nast Publications, con il compito di continuare a gestire Vogue come meglio credeva; negli anni successivi riuscì a recuperare il possesso della rivista.
Dopo la morte di Condé Nast nel 1942, la direzione della Condé Nast Publications passò al suo fidato collaboratore Iva Sergei Voidato Patcévitch, il quale avviò una nuova fase di espansione. Nel 1959 Samuel I. Newhouse Sr, presidente di Advance Publications, acquisì il 46% della Condé Nast Publications. Successivamente l'intero capitale azionistico passò alla famiglia Newhouse.
Nel dicembre del 1972, sotto la direzione di Grace Mirabella e sotto consiglio di Newhouse, Vogue diventò mensile. Questa scelta fu conseguenza del fatto che i numeri venduti a metà mese riscuotevano meno successo dei numeri pubblicati all'inizio del mese. Con Vogue ad uscita mensile, la tiratura aumentò subito di 50 000 copie.
Gli anni fra il 1973 e il 1979 furono uno dei periodi più fiorenti della storia di Vogue, che passò da una tiratura di 400 000 copie ad una di un milione.
Dall'agosto del 1988 ad essere la direttrice di Vogue America è Anna Wintour.
Nel 2012 Vogue aveva edizioni in 19 paesi ed era considerata una delle più prestigiose riviste di moda al mondo.

## Le direttrici
Nel corso dell'esistenza di Vogue si sono succedute alla direzione del giornale sette donne, ognuna delle quali ha permesso a Vogue di essere un partecipante attivo nella cultura della moda.

### Josephine Redding
Nel 1892 la prima direttrice di Vogue fu Josephine Redding, la quale era, più precisamente la responsabile della parte femminile della rivista (all'epoca il giornale era destinato ad entrambi i sessi); si occupava quindi dei modelli per la sarta, di argomenti attinenti alla moda e di una rubrica dedicata agli animali.

### Marie Harrison
Nel 1901 divenne direttrice Marie Harrison, sorella della vedova del fondatore Arthur Turnure. Marie Harrison rimase a far parte della redazione di Vogue dopo l'acquisto di Condé Nast, per volere del contratto di passaggio di proprietà. Quando la signora Turnure tentò una causa legale contro Condé Nast, ritenendo che la percentuale di azioni da lei ricevuta dovesse essere più alta; la società licenziò Marie Harrison, con l'accusa di aver preso le parti della sorella.

### Edna Woolman Chase
Nel 1914 assunse la direzione del giornale Edna Woolman Chase, che aveva iniziato a lavorare per Vogue nel 1895 all'età di diciotto anni, nel reparto distribuzione. Era una persona organizzata e molto esigente nei confronti dei suoi dipendenti: obbligò per esempio tutte le donne che lavoravano a Vogue ad indossare calze di seta nera, guanti bianchi ed un cappello. «Per Edna Woolman Chase, lavorare per Vogue significava essere, ed apparire Vogue». Era molto famosa anche per le sue prediche ed i suoi consigli spietati, soprattutto in fatto di moda e tendenze. Edna Woolman Chase nel 1914 “inventò” la "sfilata per beneficenza": riunì tutte le signore più in vista dell'alta società di New York e tutti gli stilisti americani, organizzando una sfilata di moda, i cui proventi andarono a donne e bambini per le sofferenze inflitte dalla guerra. Lo scopo di questo evento non era soltanto benefico; Edna Chase voleva pubblicizzare gli stilisti americani per la paura che con la prima guerra mondiale la Haute Coture francese andasse in crisi, trascinando con sé anche il futuro di Vogue. L'evento riscosse molto successo e nel numero di Vogue del 1º dicembre del 1914 gli vennero dedicate quindici pagine, di cui undici ai modelli e altre tre alle fotografie dei partecipanti.
Edna Woolman Chase andò in pensione all'età di settantacinque anni, nel 1951, dopo cinquantasette anni passati a Vogue di cui trentotto come direttrice..

### Jessica Daves
Nel 1952 divenne direttrice Jessica Daves, nonostante non tutti la ritenessero adatta a quel ruolo, in quanto aveva conoscenze limitate in ambito fotografico e non era abbastanza creativa da potersi occupare dei servizi di moda. Consapevole delle sue lacune, Jessica Daves cedette tutte le responsabilità grafiche a Alexander Liberman (pittore, scultore, fotografo e dal 1943 art-director di Vogue), mentre lei si dedicò principalmente al miglioramento dei testi al fine di innalzare il livello intellettuale di Vogue. Jessica Daves era molto conservatrice nei riguardi delle immagini di moda e questo era spesso un pretesto di discussioni con l'art-director A. Lieberman; nonostante ciò seppe mantenere la rivista al passo con i tempi includendo nei servizi non solo abiti di alta moda ma anche capi di qualità a prezzi accessibili anche alla classe media.

### Diana Vreeland
Nel 1962 Diana Vreeland divenne direttrice di Vogue e apportò non pochi cambiamenti alla rivista, le mode si fecero più provocanti, e la fotografia più azzardata e sensuale. Vogue sotto la guida di Diana Vreeland influenzò la moda come mai era successo prima: non erano più gli stilisti a dettare moda, ma era Diana Vreeland a commissionare gli abiti che intendeva includere nei suoi servizi di moda. Per Diana Vreeland la moda era uno spettacolo non un servizio. La rivista era come un grande palcoscenico e sulle pagine avveniva la rappresentazione; per questo il palcoscenico doveva essere allestito e decorato come richiedeva la rappresentazione. Lo scopo della Vreeland era portare le lettrici lontane dalla realtà.

### Grace Mirabella
Nel 1971 con la direzione di Grace Mirabella, Vogue cambiò nuovamente volto. La società nei primi anni Settanta venne completamente trasformata. Le donne diventarono forza lavoro, e pretesero di fare carriera proprio come gli uomini. La rivista venne quindi adattata alla nuova donna lavoratrice, che doveva essere impeccabile in ogni momento della giornata, con un abbigliamento elegante ma allo stesso tempo pratico e comodo. In questo periodo Vogue torna a rispecchiare la realtà assumendo un registro più giornalistico e dedicando un maggior numero di pagine alla bellezza e alla salute. Nel 1972 Vogue diventò un mensile.

### Anna Wintour
Nel 1988 Anna Wintour assunse la direzione di Vogue con l'incarico di modernizzare l'aspetto della rivista e dare nuova vitalità alla sua lunga tradizione giornalistica. Anna Wintour si occupò per prima cosa della copertina, rinnovandola completamente, iniziando dal raffigurare la modella per intero mettendo in risalto i vestiti da lei indossati. Nel primo numero del novembre 1988 propose una modella israeliana Michaela Bercu, con un paio di jeans a vita bassa, senza cintura e giacchetta firmata Christian Lacroix Couture. Il risultato fu straordinario, riuscendo nel suo intento di creare una versione enfatizzata dell'abbigliamento comunemente indossato dalle persone dell'epoca e portando a Vogue capi adatti ad ogni portafoglio. Vogue perse così la sua immagine stereotipata di una rivista esclusivamente elitaria. La scelta di servizi fotografici con ambientazioni esterne e modelle ritratte senza trucco serviva, secondo la Wintour, a lasciarsi alle spalle il passato fatto di immagini troppo perfette. L'approccio realistico, che voleva mostrare ragazze vere in situazioni reali, serviva ad avvicinare Vogue al suo pubblico.
Secondo Anna Wintour «Vogue oggi è molto più di una rivista, è un super brand». La direttrice è fortemente determinata a conservare il carattere unico di Vogue, tenendo ben presenti gli obiettivi della rivista: celebrare il bello ed il creativo.

## Le copertine
La copertina di Vogue è sempre stata un elemento fondamentale della rivista e come tale serve ad attirare l'attenzione dei potenziali lettori.
Tra il 1892 e il 1909, quando Vogue era una gazzetta per l'aristocrazia newyorkese, le copertine usavano in modo del tutto casuale talvolta una fotografia, altre volte un'illustrazione, altre volte ancora una stampa.
Con l'arrivo di Condé Nast anche le copertine subirono un importante cambiamento. Il nuovo editore era consapevole dell'importanza delle copertine per la vendita in edicola e decise che doveva essere creato uno stile immediatamente riconoscibile.
Condé Nast impose quindi copertine a colori e disegni, non fotografie; il numero di artisti impiegati per le illustrazioni doveva essere limitato, così che fosse più semplice per i lettori identificare la rivista. Nast impose inoltre, che la parola "Vogue" fosse incorporata nel design. Condé Nast decise che Vogue doveva trasformarsi nel luogo eletto per l'espressione artistica d'avanguardia. A questo proposito scelse per le sue copertine talenti emergenti dalla École Nationale des Beaux-Arts di Parigi, che facevano parte dei nuovi movimenti artistici, principalmente il Cubismo e l'Art Déco. Tra i numerosi giovani talenti che Nast ingaggiò, i più famosi furono Georges Lepape e Eduardo Garcia Benito.
Attraverso le copertine, Vogue promuoveva ogni nuova tendenza artistica che fosse, «intrinsecamente valida», e che possedesse «quell'intangibile qualità chic che distingue tutti i contenuti della rivista».
Nei primi anni Trenta, il dominio degli artisti francesi sulle copertine cominciò a declinare. Il problema delle copertine illustrate degli anni Venti era che lo stile usato dagli illustratori non permetteva il riconoscimento degli abiti indossati dalle donne in copertina. Negli anni Trenta le copertine di Vogue iniziarono a riflettere una tendenza più "fotografica" con illustrazioni ricche di dettagli. Fra gli artisti più adatti a questo tipo di stile c'erano Harriet Messerole, Douglas Pollard, William Bolin, Jean Pagès, Christian Bèrard e Carl Erikson, che si firmava "Eric" e che è da molti ritenuto il principale rappresentante del periodo di transizione tra l'Era dell'illustrazione e l'Era della Fotografia nelle copertine della rivista.
Il 1º luglio del 1932 Vogue presentò in copertina una fotografia a colori di Steichen, raffigurante una ragazza in costume. Questo avvenimento si rivelò decisivo per il futuro di Vogue. Il cambiamento graduale delle copertine veniva guidato dall'intuito dell'editor, che cercava il modo più efficace per attirare l'attenzione del pubblico contemporaneo. L'ascesa della fotografia nelle copertine fu spinta anche dall'incremento delle vendite quando erano appunto le fotografie ad apparire in copertina. Nel 1938 furono pubblicate otto copertine con fotografie a colori; nel 1939 il numero salì a dodici, la metà delle copertine annuali. Uno dei motivi per il quale le fotografie a colori tardavano a comparire nelle copertine dei giornali era l'alto costo. Dopo l'avvento della fotografia, le copertine ritrassero donne particolari, che indossavano specifici indumenti di stilisti identificabili, rendendo il legame tra Vogue, ed il commercio sempre più inscindibile.
Prima degli anni Sessanta, le modelle in copertina dovevano trasmettere fascino ed eleganza, con un comportamento aristocratico da perfetta padrona di casa, con un'ottima posizione sociale. Gli anni Sessanta trasformarono completamente le copertine: ora le modelle rappresentavano delle donne libere, sensuali, meno orientate verso il romanticismo e l'atmosfera di casa di lusso, ma più rivolte all'espressione della propria identità.
Le copertine di Vogue negli anni Sessanta, ritraevano il volto della modella con particolare attenzione agli occhi ed alla bocca. Lo sguardo era sempre rivolto all'obiettivo, ma erano le labbra a dare il tocco sensuale all'immagine. Il trucco e la pettinatura assunsero un'importanza fondamentale, e il ruolo dell'art-director divenne fondamentale per il design della copertina.
Durante l'epoca di Grace Mirabella, l'immagine in primo piano, che negli anni Sessanta rivolgevano lo sguardo direttamente alle lettrici, si affermò definitivamente sulle copertine di Vogue. Nella formula "guardami negli occhi", così definita da fotografi ed editor, il volto della modella riempiva quasi tutta la copertina, gli occhi erano grandi e le labbra sempre sorridenti, e l'immagine mirava a mettere in risalto la bellezza tipicamente americana della nuova donna moderna. Per completare la copertina vennero aggiunti i titoli che annunciavano gli articoli del numero.
Con Anna Wintour i primi piani dei volti nelle copertine furono sostituiti da immagini di modelle a figura intera, che mettevano in risalto l'abbigliamento da loro indossato. Le modelle dovevano avere un'aria moderna, naturale, così che le lettrici, si potessero immedesimare. Durante i primi due anni passati a Vogue Anna Wintour, ebbe l'idea di usare ripetutamente la stessa modella per le copertine, ma facendola fotografare ogni volta da fotografi diversi, così che diventasse parte di Vogue. Alla fine degli anni Ottanta il cast delle ragazze di copertina cambiò, le modelle vennero sostituite dalle stelle di Hollywood.

## Il logo
Il logo di Vogue, inizialmente creato da Harry Mc Vickar, con l'immagine di due donne reclinate sulla parte alta della copertina, rimase praticamente invariato per i primi anni della rivista. Subì solo qualche variazione occasionale quando la copertina divenne a colori. Nel gennaio del 1907, la parola "Vogue" venne inserita come trabeazione sopra due colonne.
Con l'arrivo di Condé Nast e la decisione di stampare tutte le copertine a colori, la parola "Vogue" venne inserita nell'illustrazione, cambiando spesso il suo aspetto grafico (cosa che ai giorni nostri sarebbe impensabile). Condé Nast cambiava il logo ogni volta che voleva, lasciando agli illustratori il compito di sceglierne la forma e la posizione nella pagina. Lo scopo era quello di associare Vogue allo stile pittorico più moderno ed elegante, e di dare alle lettrici la sensazione di tenere in mano un oggetto d'arte.
Nel 1947 Alexander Liberman, all'epoca art-director di Vogue, creò l'attuale logo della rivista.

## Vogue e l'arte
Dalla gestione di Condé Nast in poi, Vogue ha sempre coinvolto gli artisti più illustri di ogni epoca.

### Gli illustratori di Vogue
Nei primi decenni di Vogue erano gli illustratori ad occuparsi delle copertine. Tra i diversi artisti che hanno realizzato le copertine di Vogue figurano nomi illustri, tra i quali Milena Pavlović-Barili e Salvador Dalí e illustratori professionisti come Georges Lepape ed Eduardo Garcia Benito, che andavano a rispecchiare nelle copertine i movimenti artistici di cui facevano parte. Condé Nast fece sì che i lettori guardando le copertine di Vogue si trovassero davanti a vere e proprie opere d'arte. Artisti come il sopracitato Dalì si servivano delle copertine dei giornali per diffondere la loro idea di arte.

### La fotografia di moda
«Una fotografia di moda non è la fotografia di un vestito; è la fotografia di una donna»: con questa definizione Liberman intendeva riassumere ciò che una donna si aspetta di vedere in una fotografia di moda, ovvero uno specchio di se stessa, delle proprie fantasie di come vorrebbe apparire agli occhi degli altri.
Le prime fotografie che apparvero su Vogue raffiguravano donne dell'alta società, vestite con abiti sontuosi e grandi cappelli; le immagini erano spesso state scattate nelle loro dimore o nei luoghi di ritrovo dell'alta società dell'epoca, come yacht club o country club.
L'arrivo di Condé Nast trasformò anche lo stile fotografico di Vogue. Nast stabilì che gli abiti dovevano essere indossati da attrici, le quali erano più adatte a posare rispetto alle signore dell'alta società. Inizialmente Nast commissionò le fotografie ai Campbell Studios.
Nel gennaio del 1913, comparve su Vogue una suggestiva fotografia che ritraeva una donna in abito bianco con ornamenti scuri, rivolta verso l'obiettivo con aria altezzosa ed una mano su un fianco. Questa fotografia rivoluzionò lo stile della fotografia di moda dell'epoca, tanto che il fotografo, Adolphe de Mayer firmò nel 1914 un contratto di esclusiva per le riviste Condé Nast.
Ad Adolphe Mayer seguirono molti altri maestri della fotografia, tra cui Edward Steichen, Cecil Beaton, Horst P. Horst, Toni Frissel e André Durts, che contribuirono a rendere uniche le pagine di Vogue negli anni Venti e Trenta.
Durante la seconda guerra mondiale, Vogue diede grande spazio ai reportage di guerra di Lee Miller che seguì l'esercito americano dallo sbarco in Normandia alla liberazione della Francia, del Lussemburgo, del Belgio e dell'Alsazia. Lee Miller fotografò anche i campi di concentramento di Buchenwald e Dachau, fotografie che Vogue pubblicò sul numero di giugno del 1945.
Irving Penn, che per più di sessant'anni si occupò di fotografia per Vogue, entrò a far parte della rivista nel 1943, come assistente dell'allora neo art director A. Lieberman. Il compito di Penn all'epoca era quello di trovare nuove idee per le copertine e di spiegarle ai fotografi. Penn, non riuscendo nel suo compito, venne convinto da Lieberman a scattare lui stesso le fotografie; iniziando così la sua carriera da fotografo.
Liberman nel suo ruolo di art-director era deciso a rivoluzionare la rivista; ma per farlo aveva anche bisogno di nuovi fotografi oltre a Horst, Beaton e Penn. Venne assunto Erwin Blumenfeld sotto consiglio di Beaton, che portò a Vogue lo stile fotografico che lo rese celebre nel settore, era un esperto di tecniche di camera oscura, ed amava sperimentare. Blumenfeld fu autore di dozzine di copertine ma quella che più o rappresenta è la copertina del numero di gennaio del 1950, la quale raffigurava il viso della modella Jean Patchett che Blumenfield ridusse ad un solo occhio ed una bocca con un neo. Lieberman lo definì «il più grafico di tutti i fotografi», tanto che Blumenfeld si occupò prevalentemente di copertine.
Nel 1955 venne assunto William Klein il quale riuscì a creare atmosfere uniche nelle sue fotografie, utilizzando le strade delle metropoli come ambientazione e facendo sì che le modelle avessero un atteggiamento del tutto naturale davanti all'obiettivo. Klein era inoltre solito usare teleobiettivi e grandangolari non comunemente usati all'epoca, nella fotografia di moda.
Il 1º settembre del 1962 Vogue uscì con le ultime foto di Marilyn Monroe, scattate da Bert Stern in un servizio per Vogue che venne effettuato all'Hotel Bel Air di Los Angeles.
Nel 1965 Richard Avedon si unì a Vogue; era già un fotografo affermato e portò a Vogue il suo stile il cosiddetto Look Avedon. Per le fotografie di moda il Look Avedon significava ragazze moderne, che risultassero perfettamente a loro agio pur indossando indumenti di plastica o metallo in voga nell'alta moda degli anni Sessanta.
Negli anni Settanta si presentò il problema di rappresentare indumenti pratici, da tutti i giorni ma senza privarli del fascino e della fantasia necessari a colpire l'attenzione delle lettrici. Nacque lo "Stile di Strada" o "Stile Paparazzi", ovvero i fotografi facevano finta di sorprendere le loro modelle in strada mentre svolgevano le loro consuete attività quotidiane. Molti fotografi, tra cui Chris von Wangenheim, Barry Lategan, Albert Watson, Duane Michaels, Kourken Pakchanian e Stan Malinowski diventarono esperti di questo stile. Arthur Elgort seppe però distinguersi da tutti, diventando uno dei fotografi preferiti di Grace Mirabella.
Nei primi anni Settanta Vogue assunse Helmut Newton il fotografo che creò le immagini più sensuali e provocanti del XX secolo. Nello stesso periodo approdò a Vogue anche una fotografa, che scandalizzò le lettrici con servizi fotografici a sfondo erotico Deborah Turbeville. Entrambi i fotografi, nonostante fossero molto criticati dal pubblico erano fortemente sostenuti da Liberman, che trovava estremamente innovativo rappresentare la moda con sensualità.
Anna Wintour si circondò di talenti della fotografia come Annie Leibovitz, Steven Meisel, Arthur Elgort e Patrick Demarchelier, oltre ad altri grandi nomi quali Helmut Newton, Bruce Weber, Herb Ritts e Irving Penn. Con questa squadra, trasformò le pagine di Vogue in un grande spettacolo artistico e sofisticato.

### Vita e opere di artisti a Vogue
Negli anni in cui Jessica Daves era a capo di Vogue, uno dei suoi obiettivi principali era quello di innalzare il livello culturale della rivista; a questo proposito introdusse nella rivista argomenti di carattere intellettuale, pubblicando scritti di autori famosi e doppie pagine dedicate alla vita e alle opere di vari artisti. Uno dei pezzi più apprezzati dell'epoca fu "Una conversazione con Stravinsky".
Lieberman contribuì a condurre Vogue ad un livello intellettuale più alto, curando ogni minimo dettaglio degli articoli dedicati all'arte. Vogue pubblicò articoli su Alberto Giacometti e Maurice Utrillo; il numero di dicembre del 1951 dedicò sei pagine all'opera eseguita da Henry Matisse nella Chapelle du Rosaire di Vence.
Per anni Lieberman si impegnò inoltre a fotografare gli studi dei grandi pittori in un progetto del tutto personale; idea che gli venne nel 1948 quando visitò la casa in Normandia di Georges Braque. In seguito fotografò gli atelier di Matisse, Utrillo, Marie Laurencin e František Kupka. Il progetto approdò poi a Vogue. Nell'aprile del 1952 apparve sulla rivista il primo articolo sugli studi dei pittori; si occupava di Paul Cézanne, la cui casa di Aix-en-Provence era stata acquistata da un poeta che aveva mantenuto lo studio esattamente com'era. Seguirono poi altri articoli sugli atelier degli artisti, tutti viventi, tra i quali Braque, Matisse, Picasso, Giacometti, Jacques Villon (fratello di Marcel Duchamp) e Marc Chagall.

## Vogue nel mondo
| Stati Uniti              | Josephine Redding        | 1892 | 1901      |         |              |      |           |
| Stati Uniti              | Marie Harrison           | 1901 | 1914      |         |              |      |           |
| Stati Uniti              | Edna Woolman Chase       | 1914 | 1951      |         |              |      |           |
| Stati Uniti              | Jessica Daves            | 1952 | 1963      |         |              |      |           |
| Stati Uniti              | Diana Vreeland           | 1963 | 1971      |         |              |      |           |
| Stati Uniti              | Grace Mirabella          | 1971 | 1988      |         |              |      |           |
| Stati Uniti              | Anna Wintour             | 1988 | in carica |         |              |      |           |
| Regno Unito              | Elspeth Champcommunal    | 1916 | 1922      |         |              |      |           |
| Regno Unito              | Dorothy Todd             | 1923 | 1926      |         |              |      |           |
| Regno Unito              | Alison Settle            | 1926 | 1934      |         |              |      |           |
| Regno Unito              | Elizabeth Penrose        | 1934 | 1940      |         |              |      |           |
| Regno Unito              | Audrey Withers           | 1940 | 1961      |         |              |      |           |
| Regno Unito              | Ailsa Garland            | 1961 | 1965      |         |              |      |           |
| Regno Unito              | Beatrix Miller           | 1965 | 1984      |         |              |      |           |
| Regno Unito              | Anna Wintour             | 1985 | 1987      |         |              |      |           |
| Regno Unito              | Liz Tilberis             | 1988 | 1992      |         |              |      |           |
| Regno Unito              | Alexandra Shulman        | 1992 | 2017      |         |              |      |           |
| Regno Unito              | Edward Enninful          | 2017 | 2024      |         |              |      |           |
| Regno Unito              | Chioma Nnadi             | 2024 | in carica |         |              |      |           |
| Francia                  | Cosette Vogel            | 1922 | 1927      |         |              |      |           |
| Francia                  | Main Bocher              | 1927 | 1929      |         |              |      |           |
| Francia                  | Michel de Brunhoff       | 1929 | 1954      |         |              |      |           |
| Francia                  | Edmonde Charles-Roux     | 1954 | 1966      |         |              |      |           |
| Francia                  | Fransçoise de Langlade   | 1966 | 1968      |         |              |      |           |
| Francia                  | Francine Crescent        | 1968 | 1987      |         |              |      |           |
| Francia                  | Colombe Pringle          | 1987 | 1994      |         |              |      |           |
| Francia                  | Joan Juliet Buck         | 1994 | 2001      |         |              |      |           |
| Francia                  | Carine Roitfeld          | 2001 | 2010      |         |              |      |           |
| Francia                  | Emmanuelle Alt           | 2011 | 2021      |         |              |      |           |
| Francia                  | Eugénie Trochu           | 2021 | in carica |         |              |      |           |
| Australia                | Rosemary Cooper          | 1959 | 1962      |         |              |      |           |
| Australia                | Sheila Scotter           | 1962 | 1971      |         |              |      |           |
| Australia                | Eve Harman               | 1971 | 1976      |         |              |      |           |
| Australia                | June McCallum            | 1976 | 1989      |         |              |      |           |
| Australia                | Nancy Pilcher            | 1989 | 1996      |         |              |      |           |
| Australia                | Marion Hume              | 1997 | 1998      |         |              |      |           |
| Australia                | Juliet Ashworth          | 1998 | 1999      |         |              |      |           |
| Australia                | Kirstie Clements         | 1999 | 2012      |         |              |      |           |
| Australia                | Edwina McCann            | 2012 | 2023      |         |              |      |           |
| Australia                | Christine Centenera      | 2023 | in carica |         |              |      |           |
| Italia                   | Franco Sartori           | 1966 | 1988      |         |              |      |           |
| Italia                   | Franca Sozzani           | 1988 | 2016      |         |              |      |           |
| Italia                   | Emanuele Farneti         | 2017 | 2021      |         |              |      |           |
| Italia                   | Francesca Ragazzi        | 2021 | in carica |         |              |      |           |
| Brasile                  | Luiz Carta               | 1975 | 1986      |         |              |      |           |
| Brasile                  | Andrea Carta             | 1986 | 2003      |         |              |      |           |
| Brasile                  | Patricia Carta           | 2003 | 2010      |         |              |      |           |
| Brasile                  | Daniela Falcão           | 2010 | 2016      |         |              |      |           |
| Brasile                  | Silvia Rogar             | 2016 | 2018      |         |              |      |           |
| Brasile                  | Paula Merlo              | 2018 | in carica |         |              |      |           |
| Spagna                   | Luis Carta               | 1988 | 1994      |         |              |      |           |
| Spagna                   | Yolanda Sacristán        | 1994 | 2017      |         |              |      |           |
| Spagna                   | Eugenia de la Torriente  | 2017 | 2021      |         |              |      |           |
| Spagna                   | Inés Lorenzo             | 2021 | in carica |         |              |      |           |
| Corea del Sud            | Myung-hee Lee            | 1996 | 2016      |         |              |      |           |
| Corea del Sud            | Kwang-ho Shin            | 2016 | in carica |         |              |      |           |
| Taiwan                   | Sky Wu                   | 1996 | 2020      |         |              |      |           |
| Taiwan                   | Leslie Sun               | 2020 | in carica |         |              |      |           |
| Russia                   | Alëna Doleckaija         | 1998 | 2010      |         |              |      |           |
| Russia                   | Viktorija Davydova       | 2010 | 2018      |         |              |      |           |
| Russia                   | Masha Fedorova           | 2018 | 2021      |         |              |      |           |
| Russia                   | Ksenia Solovieva         | 2021 | 2022      |         |              |      |           |
| Giappone                 | Hiromi Sogo              | 1999 | 2001      |         |              |      |           |
| Giappone                 | Mitsuko Watanabe         | 2001 | 2021      |         |              |      |           |
| Giappone                 | Tiffany Godoy            | 2021 | in carica |         |              |      |           |
| Messico & America Latina | Eva Hughes               | 1999 | 2012      |         |              |      |           |
| Messico & America Latina | Kelly Talamas            | 2012 | 2016      |         |              |      |           |
| Messico & America Latina | Karla Martínez           | 2016 | in carica |         |              |      |           |
| Portogallo               | Paula Mateus             | 2002 | 2017      |         |              |      |           |
| Portogallo               | Sofia Lucas              | 2017 | in carica |         |              |      |           |
| Germania                 | Christiane Arp           | 2003 | 2021      |         |              |      |           |
| Germania                 | Kerstin Weng             | 2021 | in carica |         |              |      |           |
| Cina                     | Angelica Cheung          | 2005 | 2020      |         |              |      |           |
| Cina                     | Margaret Zhang           | 2021 | 2024      |         |              |      |           |
| Cina                     | Rocco Liu                | 2024 | in carica |         |              |      |           |
| India                    | Priya Tanna              | 2007 | 2021      |         |              |      |           |
| India                    | Megha Kapoor             | 2021 | 2023      |         |              |      |           |
| India                    | Rochelle Pinto           | 2023 | -         | Turchia | Seda Domaniç | 2010 | in carica |
| Olanda                   | Karin Swerink            | 2012 | in carica |         |              |      |           |
| Thailandia               | Kullawit Laosuksri       | 2013 | in carica |         |              |      |           |
| Ucraina                  | Masha Tsukanova          | 2013 | in carica |         |              |      |           |
| Arabia                   | Deena Aljuhani Abdulaziz | 2016 | 2017      |         |              |      |           |
| Arabia                   | Manuel Arnaut            | 2017 | in carica |         |              |      |           |
| Polonia                  | Filip Niedenthal         | 2018 | in carica |         |              |      |           |

## Vogue Italia
Vogue Italia nasce dall'acquisto nel 1962 della rivista italiana Novità (mensile fondato da Bebe Kuster nel 1950 e diretto da Lidia Tabacchi) dall'americana Condé Nast di Samuel Irving Newhouse. Novità era destinato ad un pubblico d'élite e trattava di stile, arredamento e moda. La nuova proprietà ribattezza la testata Vogue & Novità, nel novembre 1965, per poi diventare definitivamente Vogue nel giugno 1966, diretto da Franco Sartori, il quale modifica l'impostazione della testata raggiungendo i canoni di raffinatezza e di grande cura per l'immagine fotografica che già caratterizzavano l'edizione francese e quella americana. Sartori cambia il formato, la carta, la copertina e coinvolge grandi fotografi come Richard Avedon, Irving Penn, Norman Parkinson, Bert Stern, Helmut Newton.
I primi anni di Vogue Italia furono molto difficili con perdite che ammontavano a 30 milioni nel 1965 e a 67 milioni nel 1967.
Alla fine degli anni Settanta, con il boom del made in Italy, Vogue Italia diventa il primo interlocutore degli stili che in breve si imporranno a livello internazionale.
Nel luglio del 1988, poco dopo la morte di Sartori, Franca Sozzani viene nominata direttrice. La nuova direttrice accentua lo stile sofisticato del giornale, rendendolo sempre più attento alle varie tendenze. La grafica diventa aggressiva e nei primi anni Novanta la diffusione di Vogue Italia aumenta progressivamente. Franca Sozzani rimane direttrice fino alla morte, avvenuta nel dicembre 2016. Il 20 gennaio 2017, dopo un mese dalla morte della Sozzani, Emanuele Farneti, già direttore di GQ Italia, viene nominato direttore di Vogue Italia e L'Uomo Vogue.
Vogue Italia esce con 12 numeri l'anno e con importanti allegati: Vogue Unique, dedicato all'alta moda ed al lusso (marzo e settembre); Casa Vogue, un'esibizione unica degli interiors d'autore (aprile e ottobre); Shopping in Vogue (febbraio ed agosto); Beauty in Vogue (maggio e novembre).

## Edizioni
Nel corso degli anni Vogue ha continuato ad espandersi all'estero, andando a toccare tutti i continenti, raggiungendo 19 paesi.
Negli Stati Uniti sono nate anche nuove edizioni di Vogue, nel 2002 è stato lanciato Teen Vogue, sotto la direzione di Amy Astley e nel settembre 2005 è stata la volta di Men's Vogue, diretto da Jane Fielden. Nel giugno 2012 è in fase di progettazione una terza pubblicazione, Vogue Living.

## Film e documentari
Negli ultimi anni Vogue ha ispirato più di una produzione cinematografica.

### Il Diavolo veste Prada
Nel 2006 è uscito nelle sale Il Diavolo veste Prada, film di David Frankel, tratto dall'omonimo romanzo di Lauren Weisberger. È noto che il film sia ispirato alla redazione di Vogue, nella quale l'autrice del libro ha lavorato per un breve periodo come assistente di Anna Wintour.

### The September Issue
The September Issue è un film-documentario sul mondo della moda diretto da J. R. Cutler e prodotto da Eliza Hindmarch e Sadia Shepardche.
Per la realizzazione del film-documentario, le telecamere hanno seguito per oltre otto mesi di lavoro la direttrice di Vogue America Anna Wintour ed il suo staff tra servizi fotografici, incontri di lavoro e settimane della moda. The September Issue, mostra la realizzazione del numero di settembre del 2007, un tomo di 840 pagine (la più alta foliazione mai raggiunta), di cui 727 di pubblicità; considerato il più importante numero dell'anno, in quanto capace di influenzare le tendenze di un'intera stagione.
The September Issue, oltre a mostrare la quantità di lavoro necessaria alla realizzazione di un numero di Vogue, getta luce sul ruolo che la direttrice Anna Wintour ha non solo a Vogue ma nell'intero mondo della moda